# سال‌های ابری (رمان)
سال‌های ابری رمانی اثر علی‌اشرف درویشیان نویسنده معاصر کرد ایران است. «سال‌های ابری» رمانِ دو جلدی در سبک رئالیسم اجتماعی است. داستان آن بین سال‌های ۱۳۲۰ تا ۱۳۵۷ روایت می‌شود. نخستین چاپ این اثر سالِ ۱۳۷۰ در نشر اسپرک  منتشر شده‌است. چاپ‌های بعدی این اثر را نشر چشمه  منتشر کرده‌است. سیزدهمین چاپ اثر سال ۱۳۹۹ منتشر شده‌است. رمان سال‌های ابری بارها موضوع پژوهش‌های دانشگاهی بوده‌است.

## خلاصه داستان
قهرمان اصلی داستان شریف داوریشه، پسربچه‌ای سه، چهار ساله است که در خانوادهٔ فقیر، سنتی و خرافاتی زندگی می‌کند و رمان تا حدود چهل سالگی وی را روایت می‌کند. شریف داوریشه فرزند اول خانواده است که روایت خود را از تولد فرزند سوم خانواده و تلاش مادرش در به دنیا آوردن وی آغاز می‌کند. شریف به تدریج با مشاهدهٔ ظلم و ستمی که بر اطرافیان و جامعه‌اش وارد می‌شود، و تحت تأثیر «آقا مرتضی» و دایی‌اش به فردی انقلابی تبدیل می‌شود و با حکومت محمدرضا پهلوی به مبارزه برمی‌خیزد. شریف با سختی به تحصیل می‌پردازد و وارد دانشسرای عالی می‌شود و پس به عنوان معلم به روستاهای گیلانغرب می‌رود. در آنجا در برابر بی‌عدالتی و ستمی که بر روستاییان کرد روا داشته می‌شود، به اعتراض برمی‌خیزد و همین منجر به زندانی شدن وی می‌شود. وی چندین بار به زندان می‌افتد و به‌طور موقت آزاد می‌شود. پایان‌بندی داستان در آبان ۱۳۵۷ و آزادی زندانیان سیاسی که شریف نیز در داخل آن‌هاست رقم می‌خورد. این اثر، درونمایه‌ای سیاسی دارد و در عین حال رمانی اجتماعی است. سال‌های ابری همچنین اتوبیوگرافی علی‌اشرف درویشیان نیز به‌شمار می‌آید.

## معرفی
- شخصیت اصلی داستان فردی‌ست به نام «شریف داوریشه» که پسر بچه‌ای‌ست در خانواده‌ای کارگر و فقیر به دنیا آمده‌است.[۸] روای اول شخص است داستان از زبان پسر بچه‌ای چهار - پنج ساله روایت می‌شود. این روایت تا چهل سالگی روای ادامه پیدا می‌کند. «شریف داوریشه» فرزند اول خانواده است که اولین خاطرات ذهنش زمانی را به یاد می‌آورد که فرزند سوم خانواده، می‌خواهد قدم به دنیا بگذارد. آغاز داستان تلاش مادری است در به دنیا آوردن فرزندی دیگر در یک خانواده فقیر و خرافاتی، حرف‌هایی که ماما»، «بی بی» و اطرافیان زائو به زبان می‌آورند و افکاری که در ذهن شریف شکل می‌گیرد؛ مؤید فرهنگ خانواده‌ها و تفکر غالب جامعه است. برخورد ذهنی شریف با «ل» و مواجهه با او، که دارد دل و جگر زائو را با خود می‌برد نمودار کابوسی است که در طول داستان، سایه‌اش بر زندگی شریف و خانواده و جامعه‌اش سنگینی می‌کند.[۳]
- نیمه اول داستان تا هنگام جوانی شریف، دیده‌ها و شنیده‌های اوست که نقل می‌شود. پدر شریف کار مشخصی ندارد، مدام از این شاخه به آن شاخه می‌پرد و همیشه حاصل دسترنجش را دیگران می‌خورند و این جمله تکراری به گوش شریف می‌رسد: «بگذار بخورند ببینم سیر می‌شوند.»[۸] آدم‌های اطراف او همه زحمتکش و آبرودارند، اما بزرگترین عیب آنان، تفکری جبرگرایانه است، که وادارشان می‌کند در مقابل زورگو ساکت بمانند. شریف عقاید جبری را آگاهانه مقابل زورگو ساکت بمانند. شریف عقاید جبری را آگاهانه به تصویر می‌کشد. جبری که به زعم نویسنده، حکام و روحانیان، با تبانی، به خورد مردم داده از آنان سوءاستفاده می‌کنند؛ اما خود شریف نیز چنین جبری را پذیرفته‌است و هیچ‌گاه در مقابل اشخاصی که کلاه او را برمی‌دارند، قد علم نمی‌کند، بلکه به آنها میدان می‌دهد. اما تفاوت شریف با دیگران این است که در مقابل کسانی که به مردم، زور می‌گویند و حق آنان را پایمال می‌کنند، می‌ایستد.[۳]
- شریف در اوائل جوانی با مهاجرت به تهران به دنبال سرنوشتی تازه می‌رود. گویا زندگی قبلی او یک تئوری از بایدها و نبایدها و کنش‌ها و واکنش‌هاست و از این بعد، صحنه عمل، و او عملاً وارد مبارزه می‌شود. با دیدن روستائیان فقیر و سوءاستفاده اربابان از سادگی آنان، نمی‌تواند سکوت کند و از طرفی انحرافات اخلاقی برخی معلمان نیز مزید بر علت شده، او را وادار به حمایت از شاگردان می‌کند. با هیچ‌یک از عمال زور، کنار نمی‌آید تا کار به تغییر محل کارش در نهایت به زندان می‌کشد. زندان جزء لاینفک زندگی می‌شود. آزادی‌های کوتاه او به همان راه قبلی ختم می‌شود، گرچه پس از چند سال اسارت، در مدت کوتاه آزادی‌اش ازدواج می‌کند، اما باز هم مبارزه و پخش کردن اعلامیه مهمترین کار اوست و باز زندان و شکنجه و جدایی وفای همسری می‌آید. مادری که به پایش رنج می‌کشد، و پدری که فرار از مسئولیت را پیشه خودساخته، از محورهای مهم این قسمت از داستان است. آزادی شریف از زندان، همزمان با پیروزی انقلاب ایران است. گرچه شریف جزء زندانیان سیاسی است، اهداف و با انقلابیون دیگر از جمله مذهبی‌ها، از یک صنف نیست، اما هدف مشترک آنان که براندازی رژیم و مبارزه با زورگویی و ظلم است، آنها را به هم نزدیک کرده‌است.[۳]

## نقد و بررسی
رمان سال‌های ابری در شمار آثار ادبیات داستانی کلاسیک مدرن فارسی است که بارها مورد توجه منتقدان ژورنالیستی و دانشگاهی قرار گرفته‌است. در ادامه عنوان‌ها برخی از نقد و بررسی‌هایی که بر این اثر نوشته شده‌است فهرست می‌شود.
- پژوهش «بررسی محتوایی رمان سال‌های ابری»، از این رمان به عنوان آثار خودزندگی‌نامه (اتوبیوگرافیک) یاد کرده‌است. در نقد و بررسی منتشر شده در مجله ادبیات داستانی دربارهٔ این اثر آمده‌است. «در این زندگی‌نامه واقعی خودنوشته با افراد مختلفی از جامعه آشنا می‌شویم که هرکدام نمادی از آدم‌های واقعی سال‌های نه چندان دور تاریخ کشورمان هستند. این اثر، درونمایه‌ای سیاسی دارد و در عین حال رمانی اجتماعی است.»[۳]
- پژوهش «بینامتنیت در رمان سال‌های ابری» عنوان پژوهشی دیگر است که به این اثر پرداخته شده‌است. دربارهٔ آن آمده‌است؛ «این‌که زندگی‌نامه خودنوشت نویسنده است؛ امّا با متن‌های پیش از خود، پیوند دارد. علی‌اشرف درویشیان در نگارش رمان سال‌های ابری از اثرگذاری برجسته رمان پابرهنه‌ها اثر زاهاریا استانکو به دور نمانده‌است. رمان سال‌های ابری نیز مانند رمان پابرهنه‌ها به طبقات فرودست جامعه پرداخته‌است.»[۴]
- پژوهش «بررسی سبکی رمان سال‌های ابری اثر علی اشرف درویشیان» به قلم نعمت‌الله ایران‌زاده به تبیین و توصیف جنبه‌های سبکی رمان سال‌های ابری به لحاظ واژگان و سطح نحوی زبان و همچنین سطح ادبی تحلیل پرداخته‌است.[۱۱] پژوهشگر معتقد است: «مهمترین عناصر سبکی زبانی سال‌های ابری در سطح واژگان، استفاده از لغت‍های بومی‌کرمانشاهی و در سطح نحوی، کاربرد جمله‌های کوتاه و بسامد بالای فرایند مادّی افعال است. این ویژگی‌ها مبیّن توصیف دقیق حادثه‌ها در صحنه‌های داستان است. نویسنده از کنایات، ضرب‌المثل‌ها و تشبیهات زیبا، به ویژه جاندار پنداری، بیش از سایر عناصر خیال‌انگیز و ادبی بهره برده‌است.»[۵]
- در پژوهش «سال‌های ابری» در نگاهی نو؛ اتوبیوگرافی ـ رمان» علی‌اکبر کچوکیان در این پژوهش تلاش کرده‌است؛ این اثر را از منظر رمان - اتوبیوگرافی بررسی کند و عنوان کرده‌است: «سال‌های ابری اثر علی اشرف درویشیان از سویی، تا حدودی دارای ویژگی‌های نوع رمان است و بیشتر در فرم اثر نمود یافته‌است و از سوی دیگر، از شاخصه‌های نوع اتوبیوگرافی بی بهره نمانده‌است که آن هم بیشتر در محتوای اثر جلوه پیدا کرده‌است. این مقاله بر آن است که اثر مذکور را نه به عنوان رمان، بلکه در قالب اتوبیوگرافی- رمان معرفی نماید.»[۹]
- در پژوهش «بررسی ضرباهنگ زمان داستان در روایت رُمان سال‌های ابری از علی‌اشرف درویشیان» نوشته مرتض حیدری مسئله زمان مورد توجه قرار گرفته استو این پژوهشگر معتقد است: «در این‌مقاله سرعت گذار رویدادهای داستان در روایت نویسندهٔ این‌رُمان، برپایهٔ آرای ژرار ژنت سنجیده‌می‌شود. ژنت مقوله‌های نظم و ترتیب، تداوم و بسامد را برای سنجش شتاب یک‌روایت به‌کارمی‌گیرد. مطالعه و بررسی نمونه‌های موجود در کلّ رُمان نشان‌می‌دهد که چینش رویدادهای داستان در روایت، بیشتر خطّی است، گرچه گذشته‌نگری‌ها و آینده-نگری‌هایی نیز در روایت دیده‌می‌شود.»[۱۰]

## ترجمه
رمان سال‌های ابری توسط عزیز گردی به زبان کردی (سورانی) ترجمه شده و در سال ۲۰۱۵ از سوی مرکز چاپ و نشر غزلنوس در شهر سلیمانیه در کردستان عراق به چاپ رسیده‌است.